# Тейсаров
Тейса́ров (укр. Тейсарів) — село в Жидачовской городской общине Стрыйского района Львовской области Украины.
Население по переписи 2001 года составляло 863 человека. Занимает площадь 1,59 км². Почтовый индекс — 81736. Телефонный код — 3239.